# Tammo tom Dieck

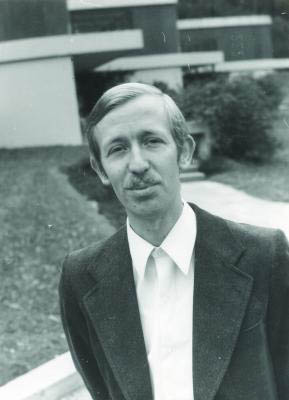
Tammo tom Dieck 1972

Tammo tom Dieck (* 29. Mai 1938 in São Paulo) ist ein deutscher Mathematiker, der sich mit algebraischer Topologie beschäftigt und an der Georg-August-Universität Göttingen lehrte.
Tammo tom Dieck studierte ab 1957 Mathematik an den Universitäten Göttingen und
Saarbrücken, wo er 1964 bei Dieter Puppe promoviert wurde (Zur K-Theorie und ihren Kohomologie-Operationen). 1969 habilitierte er sich an der Universität Heidelberg bei Albrecht Dold. Ab 1970 war er Professor in Saarbrücken und ab 1975 in Göttingen.
Tammo tom Dieck ist einer der profiliertesten deutschen Vertreter der algebraischen Topologie mit einer Anzahl verbreiteter Lehrbücher. Er beschäftigte sich u. a. mit Transformationsgruppen ({\displaystyle G}-Mannigfaltigkeiten) und Kobordismentheorie. In den 1990er und 2000er Jahren beschäftigte er sich mit Knotentheorie und Quantengruppen.
1986 war er Gastredner auf dem Internationalen Mathematikerkongress in Berkeley (Geometric representation theory of compact Lie groups). Seit 1984 ist er ordentliches Mitglied der Akademie der Wissenschaften zu Göttingen.
Zu seinen Doktoranden zählen Stefan Bauer, Wolfgang Lück, Roland Schwänzl und Christian Okonek.
Tammo tom Dieck ist ein Enkelsohn von Max tom Dieck und Walter Klingenberg, ein Bruder von Heindirk tom Dieck und der Vater von Wiebke tom Dieck.

## Schriften
- Algebraic Topology. European Mathematical Society, Zürich 2008, ISBN 978-3-03719-048-7.
- Topologie. de Gruyter, Berlin u. a. 1991, ISBN 3-11-012463-7.
- Mit Ian Hambleton: Surgery theory and theory of representations (= DMV-Seminar. 11). Birkhäuser, Basel u. a. 1988, ISBN 3-7643-2204-7.
- Transformation Groups (= De Gruyter Studies in Mathematics. 8). de Gruyter, Berlin u. a. 1987, ISBN 0-89925-029-7.
- Mit Theodor Bröcker: Representations of compact Lie Groups (= Graduate Texts in Mathematics. 98). Springer, Berlin u. a. 1985, ISBN 0-387-13678-9.
- Transformation Groups and Representation Theory (= Lecture Notes in Mathematics. 766). Springer, Berlin u. a. 1979, ISBN 3-540-09720-1.
- Mit Theodor Bröcker: Kobordismentheorie (= Lecture Notes in Mathematics. 178). Springer, Berlin u. a. 1970, ISBN 3-540-05341-7.
- Mit Klaus Heiner Kamps, Dieter Puppe: Homotopietheorie (= Lecture Notes in Mathematics. 157). Springer, Berlin u. a. 1970, ISBN 3-540-05185-6.
- Steenrod-Operationen in Kobordismentheorien. In: Mathematische Zeitschrift. Bd. 107, Nr. 5, 1968, S. 380–401.